# Risa Taneda
Risa Taneda (種田 梨沙 Taneda Risa?, 12 de julio de 1988) es una seiyū y cantante japonesa afiliada a Office Osawa. Es miembro del grupo Rhodanthe* (ローダンセ) desde 2013, junto a Nao Tōyama, Asuka Nishi, Manami Tanaka y Yumi Uchiyama. Algunos de sus papeles principales incluyen a Mirai Kuriyama en Kyōkai no Kanata, Yukina Himeragi en Strike the Blood, Rize Tedeza en Gochūmon wa Usagi Desu ka?, Kaori Miyazono en Shigatsu wa Kimi no Uso, Xenovia Quarta en High School DxD, Erina Nakiri en Shokugeki no Sōma y Ai Mizuno en Zombieland Saga.

## Papeles anteriores
Los reemplazos de Risa en roles anteriores son los siguientes:
- Rie Takahashi en Fate/Grand Order como Mash Kyrielight;
- Hisako Kanemoto en Shokugeki no Sōma como Erina Nakiri (OVA, anime S3-S4);
- Nana Mizuki en WWW.Working!! como Kisaki Kondō;
- Asami Sanada en Chaos;Child como Mio Kunosato
- Kaori Ishihara en Break Out narración;
- Ayako Kawasumi en Danmachi: Sword Oratoria como Riveria Ljos Alf;
- Ai Kakuma en Imōto Sae Ireba Ii. (2.º drama y anime) como Miyako Shirakawa;
- Inori Minase en The Legend of Heroes: Trails of Cold Steel III como Altina Orion.

## Filmografía

### Anime
2012
- AKB0048: hermano de Yuuka
- Battle Spirits: Sword Eyes: mujer B
- Shin Sekai Yori: Saki Watanabe[1]
- Fushigi no Yappo Shima Pukipuki to Poi
- Koi to Senkyo to Chocolate: alumna, alumna C
- Natsuyuki Rendezvous: Kool[1]
- Suki-tte ii na yo: Asami Oikawa[1]
- Tanken Driland: princesa sirena Sera[1]
- Tari Tari: Midori Ueno[1]
- To Love-Ru Darkness: Chica bonita (ep. 12)

2013
- To Aru Kagaku no Railgun S: alumna
- AKB0048 next stage: hermano de Yuuka
- Battle Spirits: Sword Eyes: Mucama
- Kyōkai no Kanata: Mirai Kuriyama[1]
- Boku wa Tomodachi ga Sukunai NEXT: Jenfa[1]
- Gaist Crusher: Sakura Sango[1]
- Genshiken Second Season: Fuji
- High School DxD New: Xenovia Quarta[1]
- Kin-iro Mosaic: Aya Komichi[1]
- Kotoura-san: Yu-chan, estudiante[1]
- Golden Time: Abogado
- Suisei no Gargantia: Paraem[1]
- Magi: The Labyrinth of Magic: Tiare[1]
- My Girlfriend and Childhood Friend are Strange: Kaoru Asoi[1]
- Ro-Kyu-Bu! SS: Masami Fujii[1]
- Strike the Blood: Yukina Himeragi[1]
- Hataraku Maō-sama!: Niña
- Tokyo Ravens: Harutora Tsuchimikado (joven), mujer A, estudiante
- Machine Doll wa Kizutsukanai: Cedric Granville/Alice Bernstein
- Yozakura Quartet: niño A de la segunda calle, niña 2, niña
- Yuyushiki: Yukari Hinata[1]

2014
- Gokukoku no Brynhildr: Neko Kuroha/Kuroneko[1]
- Kanojo ga Flag o Oraretara: No. 0[1]
- Gochūmon wa Usagi Desu ka?: Rize Tedeza[1]
- Glasslip: Sachi Nagamiya[1]
- Lady Jewelpet: Lillian[1]
- Log Horizon 2: Seine, Chika
- M3: Sono Kuroki Hagane: joven Heito
- No Game No Life: Queen
- Saikin, Imōto no Yōsu ga Chotto Okaishiinda ga.: estudiante
- Selector Infected WIXOSS: Mayu[1]
- selector spread WIXOSS: Mayu
- Tenkai Knights: Chooki Mason[1]
- Inō Battle wa Nichijō-kei no Naka de: Sayumi Takanashi[1]
- Shigatsu wa Kimi no Uso: Kaori Miyazono[1]

2015
- Shokugeki no Sōma: Erina Nakiri
- Gate: Jieitai Kanochi nite, Kaku Tatakaeri: Rory Mercury
- Gochūmon wa Usagi Desu ka??: Rize Tedeza
- Hello!! Kin-iro Mosaic: Aya Komichi
- High School DxD BorN: Xenovia Quarta
- Dungeon ni Deai o Motomeru no wa Machigatteiru Darō ka: Riveria Ljos Alf
- Kantai Collection: Nachi, Ashigara, Haguro
- Log Horizon 2: Sejin
- Ninja Slayer From Animation: Dragon Yukano
- Madōshi Kōhosei no Kyōkan: Yuri Floster
- The Rolling Girls: Ai Hibiki
- Denpa Kyōshi: Matome Nishikujou
- Utawarerumono: The False Faces: Kuon

2016
- Ao no Kanata no Four Rhythm: Reiko Satōin
- Nejimaki Seirei Senki: Tenkyō no Alderamin: Yatorishino Igsem
- Shokugeki no Soma: The Second Plate: Erina Nakiri
- Gate: Jieitai Kanochi nite, Kaku Tatakaeri - Enryuu-hen: Rory Mercury
- Luck & Logic: Tamaki Yurine
- Saijaku Muhai no Bahamut: Celistia Ralgris

2018
- Butlers: Chitose Momotose Monogatari: Satsuki Mikami
- High School DxD Hero: Xenovia Quarta
- Junji Ito Collection: Yui
- Toji no Miko: Kagari Hiiragi
- Release the Spyce: Theresia
- Zombieland Saga: Ai Mizuno

2019
- Grimms Notes The Animation: Akazukin
- Oresuki: Momo Sakurabara

2020
- Gochūmon wa Usagi Desu ka? BLOOM:Rize Tedeza

### OVAs
- Arata-naru Sekai (2012): Yakusa
- High School DxD BorN (2015): Xenovia
- Strike the Blood II OVA (2016-2017): Yukina Himeragi
- Strike the Blood III OVA (2018-2019): Yukina Himeragi
- Strike the Blood IV OVA (2020-2021): Yukina Himeragi

### Películas
- Sakura no Ondo (2011): Narrador[4]
- Gekijōban Kyōkai no Kanata: Kako-hen (2015): Mirai Kuriyama
- Gekijōban Kyōkai no Kanata: Mirai-hen (2015): Mirai Kuriyama
- Garakowa -Restore the World- (2016): Dual

### Videojuegos
2012
- Glass Heart Princess: Manaka

2013
- Kantai Collection – Nachi, Ashigara, Haguro, Myōkō, Akashi, Samidare, Suzukaze, Shōhō
- Glass Heart Princess:PLATINUM: Manaka
- The Idolmaster Million Live!: Kotoha Tanaka

2014
- Dengeki Bunko: Fighting Climax: Yukina Himeragi
- Etrian Odyssey 2 Untold: The Fafnir Knight: Arianna
- Fatal Frame: Maiden of Black Water: Yuri Kozukata[5]

2015
- Fate/Grand Order: María Antonieta, Mata Hari, Kiyohime)
- Utawarerumono: Itsuwari no kamen: Kuon
- Valkyrie Drive -Bhikkhuni-: Koharu Tsukikage

2016
- Overwatch: D.Va[6]
- Utawarerumono: Futari no Hakuoro: Kuon
- Girls' Frontline: M1 Garand, MG3, Thompson[7]

2017
- Azur Lane: Cygnet, Shōkaku & Zuikaku
- Dragon Quest 8: Princesa Medea
- Fire Emblem Echoes, Fire Emblem Heroes: Palla

2018
- The Idolmaster Million Live!: Theater Days: Kotoha Tanaka[8]
- Digimon Re:Arise: Erismon
- Dragalia Lost: Sazanka

2019
- Granblue: Aster
- Arena Of Valor: Violet (Dimensional Break Skin)
- Arknights: Eyjafjalla, Meteorito

2021
- Blue Archive: Azusa Shirasu

### CD Drama
- Ichiban Ushiro No Daimao: Drama & Character Song Album - Ichiban Ushiro Ni Aru Kimochi (2010): Estudiante B[9]
- Kyoukai no Kanata Drama CD : Slapstick Literary Club (2013), Mirai Kuriyama
- Hibi Chōchō (2014): Yuri Kudō